# Robert Lee Curbeam
Robert Lee „Beamer“ Curbeam, Jr. (* 5. März 1962 in Baltimore, Maryland, USA) ist ein ehemaliger amerikanischer Astronaut.

## Leben
Mit dem erfolgreichen Beenden der High School im Jahr 1980 verpflichtete sich Curbeam für eine Laufbahn in der US-Marine. Diese finanzierte ihm sein Studium an der United States Naval Academy (USNA) in Annapolis (Maryland), das er 1984 als Luft- und Raumfahrttechniker abschloss.
Nach dem Verlassen der USNA wurde Curbeam von der Marine zum Piloten ausgebildet. Und nach einem Aufbaulehrgang zum Radarabfangjäger auf dem Kampfflugzeug F-14 „Tomcat“ kam er 1986 zum Jagdgeschwader 11, mit dem er auf dem Flugzeugträger Forrestal die Weltmeere befuhr.
Zurück in den Vereinigten Staaten besuchte Curbeam ab 1989 die Naval Postgraduate School im kalifornischen Monterey. Zunächst studierte er Luftfahrttechnik (Master 1990) und anschließend Luft- und Raumfahrttechnik (Master 1991). Daneben besuchte er in seinem letzten akademischen Jahr die United States Navy Fighter Weapons School auf der Naval Air Station Miramar und wurde im taktischen Luftkampf auf kurze Entfernungen geschult. Bekannt ist dieser Kurs seit dem gleichnamigen Film mit Tom Cruise als „TOPGUN“, obwohl er offiziell Strike Fighter Tactics Instructor heißt (manchmal wird fälschlicherweise die Schule, die inzwischen nach Nevada umgezogen ist, als TOPGUN bezeichnet).
Curbeam arbeitete danach für die nächsten zwei Jahre am Strike Aircraft Test Directorate in Patuxent River im US-Bundesstaat Maryland. Als Projektoffizier modifizierte er den Trennmechanismus der Luft-Boden-Raketen der F-14 „Tomcat“. Im August 1994 kehrte er nach einem Jahrzehnt an die USNA zurück und war noch ein halbes Jahr als Lehrer im Weapons and Systems Engineering Department tätig.

## Astronautentätigkeit
Curbeam hatte eigentlich gar nicht Astronaut werden wollen. Zwar reizte ihn schon die Raumfahrt, aber doch mehr die technische Seite – ein Ingenieur, der Raumschiffe entwirft, war mehr nach seinem Geschmack. Das sollte sich ändern, als er mit seiner Klasse der Naval Postgraduate School 1991 das Johnson Space Center (JSC) besuchte. Er hörte einen Vortrag von Kathy Thornton, die über ihren ersten Raumflug mit STS-33 sprach. Während dieser drei Tage in Houston (Texas) fasste er den Entschluss, auch Astronaut werden zu wollen.
Curbeam wurde mit der 15. Astronautengruppe der NASA im Dezember 1994 vorgestellt. Anfang März 1995 begann der einjährige Grundkurs des Kaders, das sich aus zehn Piloten, neun Missionsspezialisten sowie zwei ausländischen Kandidaten aus Japan und Kanada zusammensetzte.
Mitte September 1996 wurde Curbeam für seinen Jungfernflug ausgewählt. STS-85 wurde von der Discovery im August 1997 durchgeführt. Zum zweiten Mal (nach STS-66 drei Jahre zuvor) war der deutsche Astronomiesatellit CRISTA-SPAS an Bord einer Raumfähre. Kurz nach dem Start mit Hilfe des Greifarms ausgesetzt, führte die Plattform eine Woche lang Messungen in der Hochatmosphäre durch. Danach wurde das von der Universität Wuppertal entwickelte Gerät wieder eingefangen und in der Nutzlastbucht verstaut.
Unmittelbar nach STS-85 bereitete sich Curbeam für seinen nächsten Raumflug vor. Zusammen mit Chris Hadfield war er für STS-100 aufgestellt worden. Beide trainierten für Außenbordeinsätze (EVAs) an der Internationalen Raumstation (ISS). Im September 1999 wurde Curbeam jedoch für die Mission STS-98 nominiert und ersetzte dort Mark Charles Lee, der aus unveröffentlichten Gründen aus der Mannschaft genommen wurde. Im Februar 2001 brachte Curbeam mit STS-98 dann das US-Modul Destiny zur ISS. Zusammen mit Astronaut Tom Jones unternahm Curbeam drei EVAs, um das Labor an die Raumstation zu montieren und betriebsbereit zu machen.

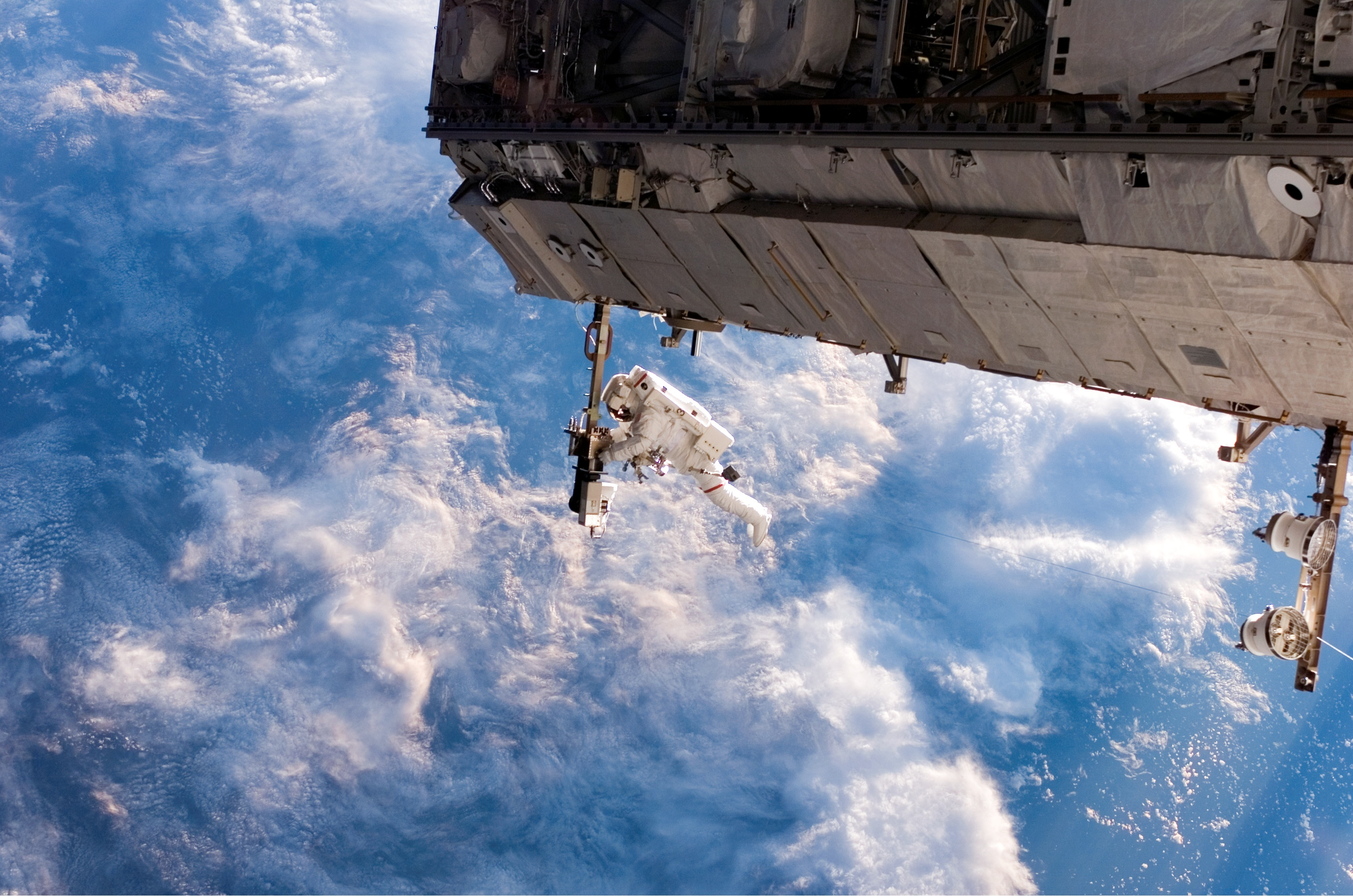
Curbeam während der ersten EVA von STS-116

Im Anschluss war Curbeam für den reibungslosen Funkverkehr bei Weltraummissionen eingeteilt und als Chef der Verbindungssprecher im Kontrollzentrum tätig. Zu Beginn des Jahres 2002 übernahm er für kurze Zeit im NASA-Hauptquartier in Washington eine Managementposition als stellvertretender Direktor der Abteilung für Missionssicherheit.
Kurz darauf wurde er für seinen dritten Flug als Missionsspezialist auf STS-116 nominiert, mit dem er am 10. Dezember 2006 zur Internationalen Raumstation startete. Während dieser Mission stieg er viermal in den Weltraum aus und war damit der erste Raumfahrer, der dies während einer Space-Shuttle-Mission tat. Die Landung erfolgte am 22. Dezember 2006 im Kennedy Space Center.

## Privates
Curbeam ist verheiratet und hat zwei Kinder.